# Otto Konrad Roller
Otto Konrad Roller (* 6. Oktober 1871 in Archangelsk; † 4. Mai 1936 in Karlsruhe) war ein deutscher Historiker, Genealoge und Numismatiker.

## Leben
Otto Konrad Roller war der Sohn des Gymnasialprofessors Eduard Roller (1845–1917). Nachdem er 1893 in Potsdam die Abiturprüfung bestanden hatte, begann er im selben Jahr in Marburg das Studium der Mathematik, wechselte aber alsbald zum Geschichtsstudium mit Schwerpunkt geschichtliche Hilfswissenschaften, das er 1897 mit der preußischen Archivarprüfung beendete. Von 1898 bis 1904 arbeitete er im badischen Generallandesarchiv Karlsruhe. 1902 wurde Roller an der Universität Marburg mit einer Arbeit über Eberhard von Fulda und seine Urkundenkopien promoviert.
1904 wurde Roller an das Münzkabinett der Badischen Landesbibliothek versetzt, dessen Leiter er als Nachfolger von Wilhelm Brambach von 1922 bis zu seinem Tode 1936 war. Nach seinem Tod wurde das Münzkabinett in das Badische Landesmuseum eingegliedert und Friedrich Wielandt sein Nachfolger.
1910 verlieh ihm der badische Großherzog Friedrich II. den Professorentitel. Von 1915 bis 1918 war er zum Landsturm im Oberelsass eingezogen. 1919 gründete er die Badische Gesellschaft für Münzkunde.
1924 heiratete er Elisabeth Gumlich (1893–1979), mit der er einen Sohn und eine Tochter hatte.

## Veröffentlichungen (Auswahl)
- Eberhard von Fulda und seine Urkundenkopien (= Zeitschrift des Vereins für hessische Geschichte und Landeskunde. Neue Folge. Supplement 13). Kassel 1901 (Digitalisat).
- Ahnentafeln der letzten regierenden Markgrafen von Baden-Baden und Baden-Durlach. Winter, Heidelberg 1902 (Digitalisat, Digitalisat).
- Die Eltern der Markgräfin Ursula. In: Zeitschrift für die Geschichte des Oberrheins. Band 58 = Neue Folge 19, 1904, S. 155 (Digitalisat).
- Die Einwohnerschaft der Stadt Durlach im 18. Jahrhundert. G. Braun, Karlsruhe 1907.
- Der Basler Bischofsstreit der Jahre 1309–1311. In: Basler Zeitschrift für Geschichte und Altertumskunde. Band 13, 1914, S. 276–362 (Digitalisat).
- Die Münzen der Abtei Reichenau. In: Konrad Beyerle  (Hrsg.): Die Kultur der Abtei Reichenau. München 1925, Band 1, S. 540–556.
- Die Kinderehen im ausgehenden deutschen Mittelalter. In: Sozialhygienische Mitteilungen. Band 9, 1925, S. 3–29.
- Ein spätrömischer Münzfund von Stockstadt a. M. In: Germania. Band 9, 1925, S. 113–115.
- Die Geschichte der Edelherren von Rötteln (= Blätter aus der Markgrafschaft Schopfheim. Jahrgang 1927). Schopfheim 1927. (Digitalisat der UB Freiburg) – formale Korrekturen zu diesem Druck finden sich bei Karl Seith: Berichtigungen. In: Das Markgräflerland, Heft 1/1931 (Digitalisat der UB Freiburg)
- Münzen, Geld und Vermögensverhältnisse in den Evangelien. Karlsruhe 1929.
  - Neudruck mit einem Vorwort und einem Gesamtverzeichnis der Rollerschen Schriften als Festschrift der Badischen Gesellschaft für Münzkunde aus Anlass ihres 50jährigen Bestehens im Jahr 1969, hrsg. von Friedrich Wielandt,  Badische Gesellschaft für Münzkunde, Karlsruhe 1969.
- Das Formular der paulinischen Briefe. Ein Beitrag zur Lehre vom antiken Briefe (= Beiträge zur Wissenschaft vom Alten und Neuen Testament Heft 58 = Folge 4, Heft 6). Kohlhammer, Stuttgart 1933.
- Wappen und Inschrift am oberen Tore zu Lauda und die Stadtherren Laudas. In: Zeitschrift für die Geschichte des Oberrheins Band 88 = NF 49, 1936, S. 623–628.
- Zur Geschichte Wernhers von Staufen, Bischofs von Konstanz. In: Zeitschrift für die Geschichte des Oberrheins Band 84 = NF 45, 1932, S. 220–265.